# Alessandro Hämmerle
Alessandro Hämmerle (Frauenfeld, 30 luglio 1993) è uno snowboarder austriaco.

## Biografia
Originario di Frauenfeld e specializzato nello snowboard cross Alessandro Hämmerle ha esordito a livello internazionale 4 marzo 2007, arrivando 27º in una gara FIS di slopestyle tenutasi a Leysin. Nella prima parte della sua carriera prende parte a competizioni di tutte le discipline dello snowboard, per poi specializzarsi in quella che gli reca maggiori soddisfazioni, ossia lo snowboard cross.
In Coppa del Mondo di snowboard ha esordito il 7 dicembre 2010 a Lech, classificandosi 43º nello snowboard cross, e ha ottenuto la prima vittoria, nonché primo podio, il 17 febbraio 2013 a Soči.
In carriera ha preso parte a tre edizione dei Giochi olimpici invernali, a Soči 2014 si è classificato 17º, a Pyeongchang 2018 ha chiuso 7º e a Pechino 2022 ha vinto la medaglia d'oro nello snowboard cross.
Ha preso parte a sei edizioni dei Campionati mondiali, vincendo la medaglia d'argento a Idre Fjäll 2021 e quella di bronzo a Engadina 2025.
È inoltre vincitore della coppa del mondo di snowboard cross per tre volte, nel 2019, nel 2020 e nel 2021.

## Palmarès

### Olimpiadi
- 1 medaglia:
  - 1 oro (snowboard cross a Pechino 2022)

### Mondiali
- 2 medaglie:
  - 1 argento (snowboard cross a Idre Fjäll 2021)
  - 1 bronzo (snowboard cross a Engadina 2025)

### Mondiali juniores
- 2 medaglie:
  - 1 oro (snowboard cross a Sierra Nevada 2012)
  - 1 argento (snowboard cross a Erzurum 2013)

### Universiadi
- 1 medaglia:
  - 1 argento (snowboard cross a Granada 2015)

### Coppa del Mondo
- Vincitore della Coppa del Mondo di snowboard cross nel 2019, nel 2020 e nel 2021
- 33 podi:
  - 18 vittorie
  - 7 secondi posti
  - 8 terzi posti

#### Coppa del Mondo - vittorie
| Data             | Luogo             | Paese       | Disciplina |
| ---------------- | ----------------- | ----------- | ---------- |
| 17 febbraio 2013 | Soči              | Russia      | SBX        |
| 12 dicembre 2015 | Montafon          | Austria     | SBX        |
| 21 gennaio 2017  | Solitude          | Stati Uniti | SBX        |
| 4 febbraio 2017  | Bansko            | Bulgaria    | SBX        |
| 3 marzo 2018     | La Molina         | Spagna      | SBX        |
| 10 marzo 2018    | Mosca             | Russia      | SBX        |
| 2 marzo 2019     | Baqueira-Beret    | Spagna      | SBX        |
| 13 dicembre 2019 | Montafon          | Austria     | SBX        |
| 13 marzo 2020    | Veysonnaz         | Svizzera    | SBX        |
| 24 gennaio 2021  | Chiesa Valmalenco | Italia      | SBX        |
| 18 febbraio 2021 | Reiteralm         | Austria     | SBX        |
| 20 marzo 2021    | Veysonnaz         | Svizzera    | SBX        |
| 28 novembre 2021 | Secret Garden     | Cina        | SBX        |
| 10 dicembre 2021 | Montafon          | Austria     | SBX        |
| 16 dicembre 2022 | Cervinia          | Italia      | SBX        |
| 16 dicembre 2023 | Cervinia          | Italia      | SBX        |
| 16 marzo 2024    | Montafon          | Austria     | SBX        |
| 17 marzo 2024    | Montafon          | Austria     | SBX        |

Legenda:

SBX = Snowboard cross